# بربو
بربو، روستایی است از توابع بخش دلوار در شهرستان تنگستان استان بوشهر ایران.

## جمعیت
این روستا در دهستان بوالخیر قرار داشته و بر اساس سرشماری سال ۱۳۸۵ جمعیت آن ۴۲نفر (۱۲خانوار) بوده‌است.